# Oberndorfer Fliegersperre

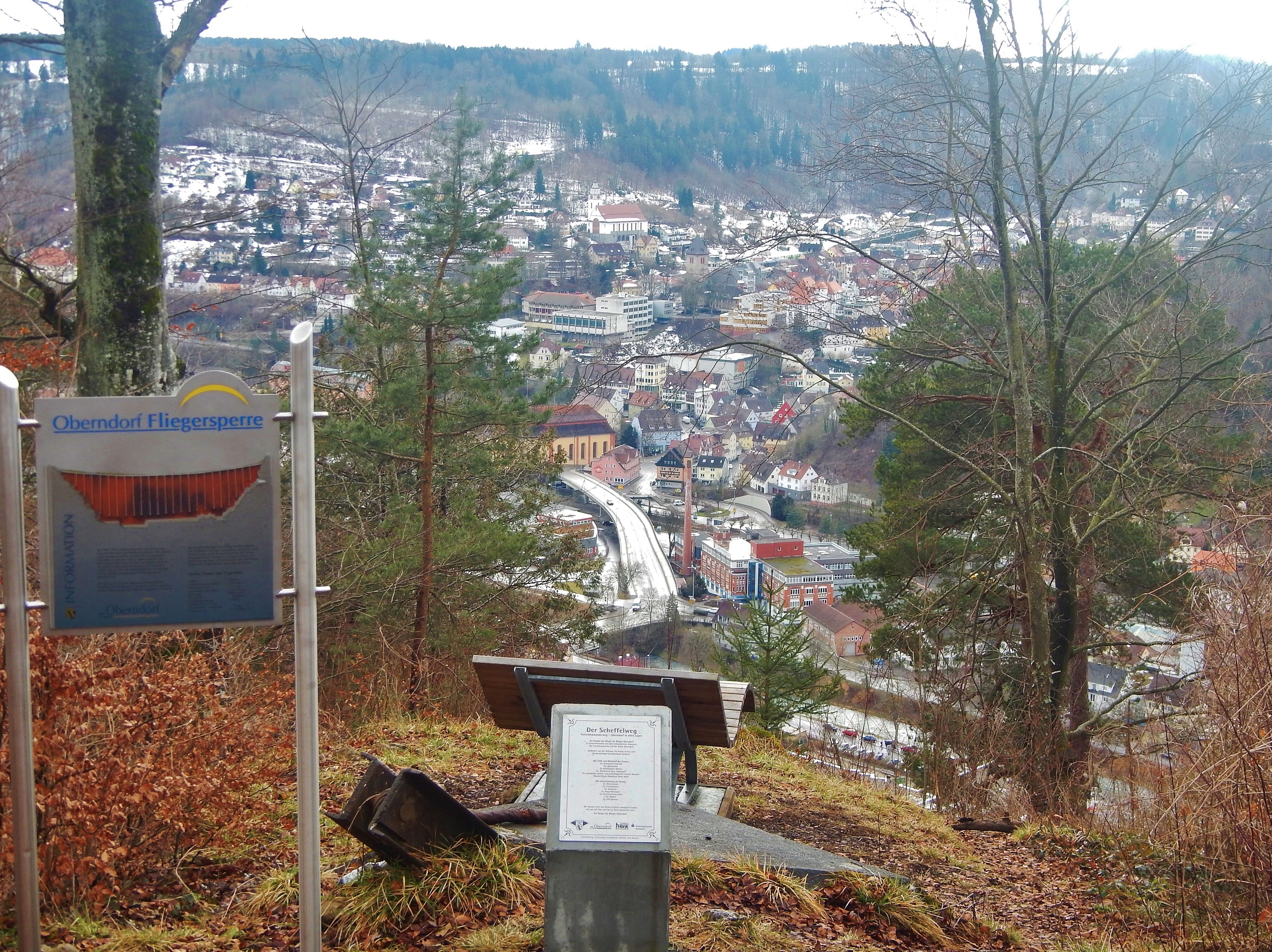
Fundament der Fliegersperre mit Hinweistafeln über Oberndorf

Die Oberndorfer Fliegersperre bestand aus zwei im Jahr 1942 über das Neckartal gespannten 1000 Meter langen und 16,5 Millimeter dicken Stahlseilen, an denen im Abstand von 20 Metern 8 Millimeter dicke Seile mit Gewichten angebracht waren, um die in Oberndorf am Neckar befindlichen, kriegswichtigen Mauserwerke vor Luftangriffen zu schützen. Obwohl die Existenz dieser Anlage bekannt war, verunglückten an ihr zwei deutsche und ein US-amerikanisches Flugzeug, nicht weil sie in Kampfhandlungen verwickelt waren, sondern weil die Piloten probierten, zwischen den Drähten durchzufliegen. Die Oberndorfer Fliegersperre wurde nach Ende des Zweiten Weltkrieges im Jahr 1945 demontiert, die Fundamente der Befestigung sind erhalten.